# 정원겨울잠쥐

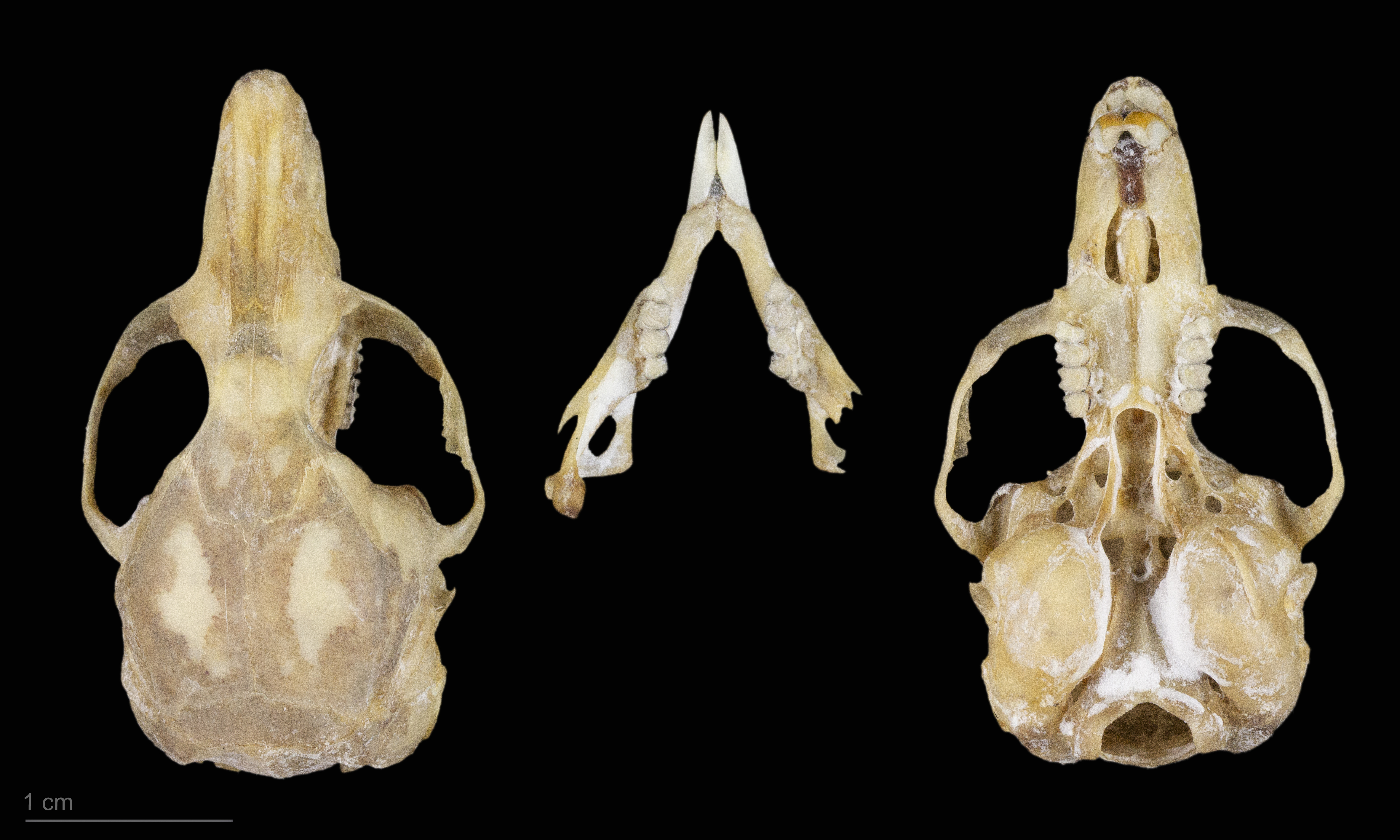
Eliomys quercinus

정원겨울잠쥐(학명: Eliomys quercinus)는 겨울잠쥐과에 속하는 설치류의 일종이다. 정원겨울잠쥐는 몸길이가 보통 10 ~ 15cm이고, 꼬리 길이는 8 ~ 14.5cm이다. 또한 몸무게는 60 ~ 140g이다. 정원겨울잠쥐의 털은 회색 또는 갈색을 띄고, 하체는 흰색이다. 검은색 눈 반점이 특징적이고, 비교적 큰 귀와 짧은 털 그리고 꼬리 끝은 장식술이 있다.